# 나카이 리카
나카이 리카(일본어: 中井 りか, 1997년 9월 23일 ~ )는 일본의 여성 아이돌 그룹 전 NGT48의 멤버이자 유튜버이다.

## 소속 그룹 / 소속사
- 전 NGT48 1기생 오오타 프로덕션 소속.